# Semaeopus tergilinea
Semaeopus tergilinea là một loài bướm đêm trong họ Geometridae.